# 결혼반지 (영화)
"결혼반지"는 1972년에 개봉한 대한민국의 영화이다.

## 캐스팅
- 최무룡
- 김지미
- 장동휘
- 이낙훈
- 주증녀
- 김영인
- 박동룡
- 김홍규
- 김기범
- 김애라
- 임성포
- 김승남
- 박병기
- 박일
- 손창민
- 강인본
- 강주희